# SN 2007mx
SN 2007mx – supernowa typu Ia odkryta 6 października 2007 roku w galaktyce A211410-0017. W momencie odkrycia miała maksymalną jasność 22,70m.